# Blauer Turm (Thüngen)

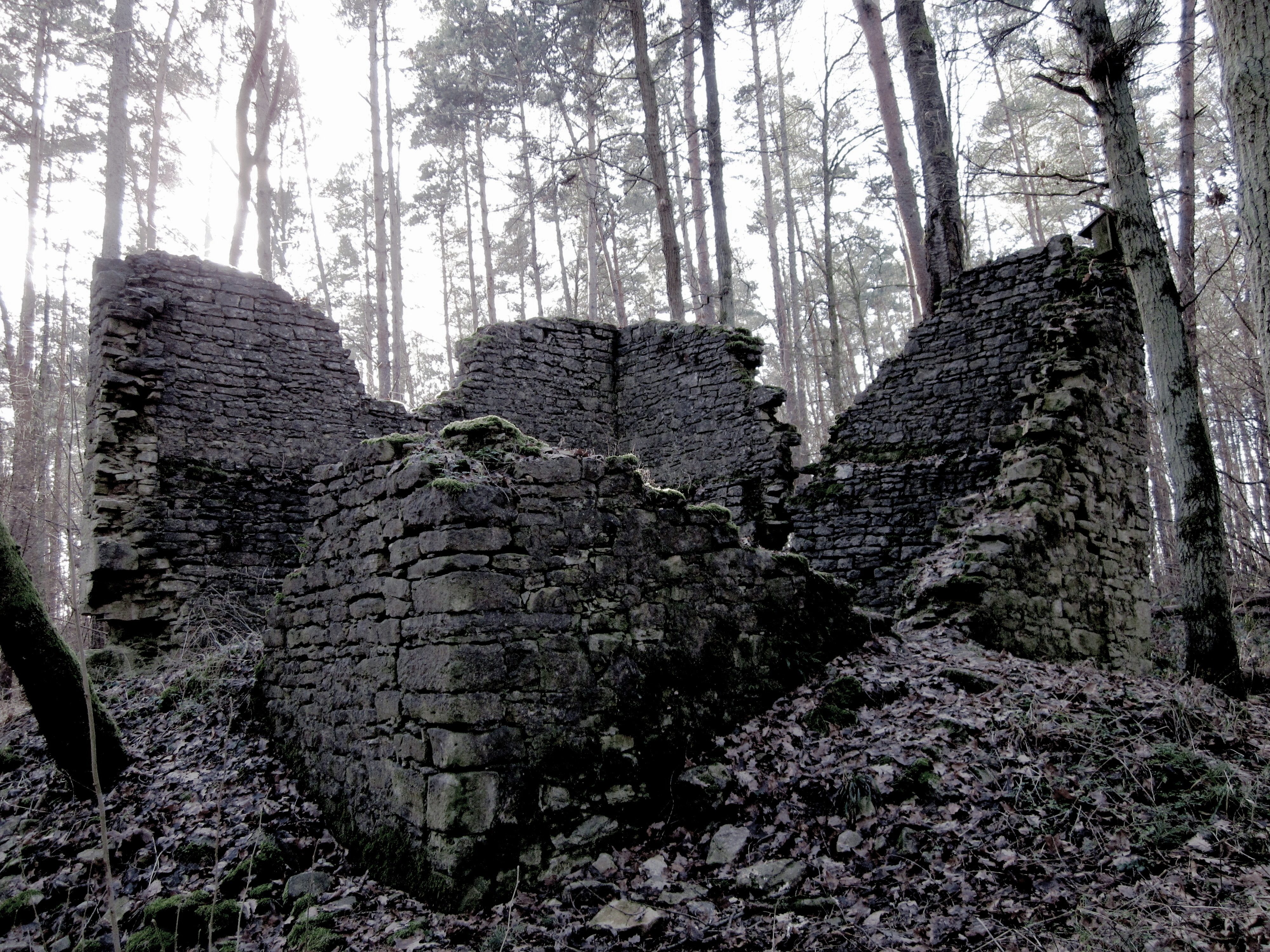
Blauer Turm (Thüngen)

Der Blaue Turm war ein mittelalterlicher Wartturm, dessen Ruine sich etwa 2,5 Kilometer südwestlich des Marktes Thüngen, im Landkreis Main-Spessart (Unterfranken, Bayern), befindet. Das Bauwerk ist unter der Denkmalnummer D-6-77-189-18 als Baudenkmal in der Bayerischen Denkmalliste eingetragen.

## Beschreibung
Der Blaue Turm wurde vermutlich um das Jahr 1400 von der Adelsfamilie von Thüngen errichtet. Gelegen in einem kleinen Wald auf dem Lerchenberg, oberhalb der Weinbergslage Himmelstadter Kelter, diente er der Überwachung der Schifffahrt auf dem Main sowie der Straßen, die von Retzbach nach Thüngen bzw. Stetten führten. Er besteht aus Bruchsteinmauerwerk und war quadratisch mit einer Seitenlänge von etwa 5 Metern. Die stark zerfallene Ruine ragt heute noch bis zu 7 Meter in die Höhe und weist an zwei Seiten Reste von Fensteröffnungen auf. Ein vermuteter unterirdischer Gang vom Ort Thüngen zum Blauen Turm bestand nach derzeitigen Kenntnissen nicht.
Der Name „Blauer Turm“ stammt vermutlich von der ehemaligen blauen Schieferdeckung des Turms, während die meisten Dächer in den umliegenden Ortschaften mit roten Dachziegeln gedeckt waren. Eine alternative Theorie besagt, dass Blau eine abgewandelte Form des Wortes Maut sein könnte.
Der Blaue Turm ist von der Staatsstraße 2437 nach Retzbach aus erreichbar. Etwa auf halber Strecke zweigt ein Feldweg zu dem Wäldchen ab, in dem der Turm liegt. Ein kurzer Trampelpfad führt durch den Wald direkt zum Turm. Von der Himmelstadter Weinbergskapelle Maria an der Kelter aus ist ein zum Turm führender Wanderweg beschildert.